# استارک (فلوریدا)
استارک (به انگلیسی: Starke) شهری در شهرستان بردفورد ایالت فلوریدا است که در سال ۱۸۷۰ بنیان‌گذاری شده‌است. این شهر طبق سرشماری سال ۲۰۱۰ میلادی، ۵٬۴۴۹ نفر جمعیت داشته و مساحت آن نیز ۱۷٫۳ کیلومتر مربع است.